# Ante Bedalov
Ante Bedalov (Šibenik, 24. lipnja 1952. – Ušba, Kavkaz, 24. srpnja 1974.) je bio hrvatski planinar, iz Kaštel Kambelovca koji je tragično poginuo na Kavkazu.
Osim planinarenjem, Ante Bedalov je bio i veslač u splitskom Gusaru. Nakon što je završio ljetni tečaj GSS-a i pokazao penjački talent, počeo se, 1970., baviti alpinizmom, kao član AO Mosor, a kasnije je postao i član uprave HPD Mosor. Ispenjao je više od stotinu smjerova. Od poznatijih uspona na Dolomite i Grossglockner. Penjao je i zimske smjerove, na Troglavu i Biokovu. U razdoblju od 15. do 18. lipnja 1972. u navezi sa Žarkom Gostovićem iz Makedonije popeo je prvenstveni smjer „Prvo Koplje“ (650 m) u Prokletije u trajanju od tri dana, ovo je jedan od najtežih smjerova u tom planinskom masivu, ovaj je uspon dugi niz godina ostao neponovljen. U srpnju 1974. svojim usponima na Elbrus na Kavkazu ispunio je uvjete za stjecanje naziva alpinist, no preminuo je nekoliko dana kasnije, na istoj planini. PSH mu je 1975. postumno dodijelio status alpinista.

## Pogibija
Ante Bedalov poginuo je na Kavkazu 1974. godine, zajedno s kolegama Ursom Vrdoljakom, Nenadom Čulićem i Viktorom Tabakovićem. U njegovu čast je, od kaštelanske sekcije PD Mosor, 1980. godine osnovano Hrvatsko planinarsko društvo Ante Bedalov.